# Миколаївське військово-морське авіаційне училище імені С. О. Леваневського
Микола́ївське військо́во-морське́ авіаці́йне учи́лище і́мені С. О. Леване́вського — військовий навчальний заклад СРСР, що готував льотчиків і штурманів для військово-морської авіації. Розташовувалось у місті Миколаєві.

## Історія існування
У 1929 році в місті Миколаїв була створена авіаційна школа Тсоавіахіму. 20 травня розпочались заняття, а вже у листопаді того ж року відбувся випуск перших 6 випускників школи.
1 січня 1935 року авіаційна школа Тсоавіахіму перейменована у Миколаївську школу морських льотчиків Головпівнічморпуті (рос. Главсевморпуть).
13 серпня 1938 року наказом начальника Головпівнічморпуті О. Ю. Шмідта школі морських льотчиків було присвоєне ім'я Героя Радянського Союзу С. О. Леваневського, який обіймав у ній посади заступника начальника (1930–1931) та начальника (1931–1932).
2 вересня 1938 року школа була передана до складу Військово-морського флоту СРСР.
Наказом наркома ВМФ № 0284 від 26 вересня 1939 року на базі школи було створено Миколаївське військово-морське авіаційне училище імені С. О. Леваневського.
З початком німецько-радянської війни, училище спочатку планувалось перевести до Бердянська, але через стрімкий наступ німецької армії, ще до прибуття останніх ешелонів з Миколаєва, училище почало перебазовуватись на станцію Безенчук, поблизу Куйбишева. Відразу ж розпочалось будівництво військового містечка, аеродромів. Оскільки країна конче потребувала авіаційних кадрів, майже відразу ж розпочався й навчальний процес. Керівництву училища довелось піти на скорочення навчальних програм з теоретичних дисциплін і збільшити тривалість робочого дня до 12 годин.
Починаючи з вересня 1942 року інструкторсько-викладацький склад училища почав направлятись на стажування до стройових частин ВПС Балтійського, Північного і Чорноморського флотів, у ході якого постійний склад закладу виконував не менше 10 бойових вильотів.
У 1944 році училище повернулось на своє постійне місце базування. Призначений на посаду начальника училища генерал-майор авіації І. В. Шарапов налагодив тісні зв'язки з керівництвом міста і області, завдяки чому в стислі терміни здійснено реконструкцію головного навчального корпусу, відновлено Будинок офіцерів, збудовано новий стадіон, облаштовано місця базування навчальних льотних підрозділів.
Училище готувало екіпажі для пікіруючих бомбардувальників Пе-2, торпедосців на літаках «Бостон», Іл-4, Ту-2. У листопаді 1945 року відбувся останній випуск 28 екіпажів на Пе-2.
За роки війни Миколаївське ВМАУ імені С. О. Леваневського випустило 2644 військово-морських льотчиків і штурманів.
У повоєнні роки були кардинально переглянуті плани підготовки льотчиків. Від поточно-групового методу навчання перейшли до класно-групового. Термін навчання збільшено на 1 рік, а трохи згодом — ще на 1 рік.
У 1947 році ВМАУ імені С. О. Леваневського було перейменоване у Миколаївське військово-морське мінно-торпедне авіаційне училище, яке мало готувати льотні кадри для мінно-торпедної авіації.
На початку 1950-х років в училищі було 8 авіаційних навчальних полків. У 1954 році 2 полки було передано до 93-го ВМАУ початкового навчання льотчиків.
Училище було розформоване у грудні 1959 році під час проведення військової реформи. На його базі створений 33-й Центр підготовки морських льотчиків для ВМФ СРСР.
Після здобуття Україною незалежності — 33-й Центр бойової підготовки ВПС України.

## Начальники училища
- 1929–1931 — Кондратьєв Петро Миколайович.
- 1931–1932 — Леваневський Сигізмунд Олександрович.
- 1944–1949 — Шарапов Іван Васильович, генерал-майор авіації.
- 1949–1958 — Коваленко Сергій Андрійович, полковник, згодом — генерал-майор авіації.
- 01-12.1959 — Карпенко Іван Трохимович, генерал-майор авіації.

## Відомі випускники
Всього за роки існування училища випущено понад 6000 авіаторів. 38 випускників училища удостоєні звання Героя Радянського Союзу. 187 випускників стали заслуженими військовими льотчиками і штурманами СРСР.
- Гречишніков Василь Олексійович — капітан, Герой Радянського Союзу.
- Губарєв Олексій Олександрович — льотчик-космонавт СРСР, двічі Герой Радянського Союзу.
- Рачков Іван Ілліч — полковник, Герой Радянського Союзу.
- Чванов Віктор Тимофійович — старший лейтенант, Герой Радянського Союзу.